# Blood & Water
Blood & Water ist eine südafrikanische Drama-Fernsehserie, die seit 2020 von Gambit Films für Netflix produziert wurde. Die Serie folgt einem Mädchen, das auf eine Eliteschule wechselt, als sie vermutet, dass eine der Schülerinnen ihre Schwester sein könnte, die als Baby entführt wurde. Die Veröffentlichung der ersten Staffel fand am 20. Mai 2020 statt, die zweite Staffel folgte am 24. September 2021, die dritte Staffel 25. November 2022 und die vierte Staffel am 1. März 2024.

## Handlung

### Staffel 1
Puleng Khumalo leidet darunter, dass ihre Schwester Phume bei der Geburt entführt wurde. Es gibt immer wieder Ermittlungen, weil ihr eigener Vater Julius verdächtigt wird, die Tochter an Menschenhändler verkauft zu haben. Seit Phumes Verschwinden wird jedes Jahr deren Geburtstag gefeiert. Dies führt immer wieder zu Streitigkeiten zwischen Puleng und ihrer Mutter Thandeka. Auch dieses Mal kommt es zum Streit. Puleng verlässt die Feierlichkeit, um mit ihrer besten Freundin Zama auf eine Geburtstagsparty von Fikile Bhele, Schwimmstar des Parkhurst College, zu gehen. Auf der Party lernt sie Wade Daniels kennen, der sich sofort in Puleng verliebt. Er stellt eine Ähnlichkeit zwischen Puleng und Fikile fest. Puleng wird stutzig und vermutet in Fikile ihre Schwester Phume zu erkennen. Als ihr Vater wieder einmal medienwirksam verhaftet wird, beschließt Puleng, auf das Parkhurst College zu wechseln. Unter dem Mädchennamen ihrer Mutter lässt sie sich dort einschreiben, um eine DNA-Probe von Fikile zu bekommen.
Puleng freundet sich mit Fikile und ihren Freunden, bestehend aus dem Rapper Karabo „KB“, Chris und Reece an. Währenddessen versucht sie weiter, an eine Probe von Fikile zu kommen. Dabei wird sie von Wade überrascht und weiht ihn in ihre Vermutung ein. Gemeinsam wollen sie herausfinden, ob Fikile wirklich Pulengs Schwester ist. Nebenbei hat Puleng auch mit Alltagsproblemen zu kämpfen. Sie gerät in eine Intrige von Wendy, was ihre Freundschaft zu Fikile zerstört. Diese rächt sich zusammen mit Chris, der den wahren Nachnamen Pulengs herausgefunden hat, an ihr. Dabei wird Puleng öffentlich mit der Verhaftung ihres Vaters konfrontiert. Außerdem erfährt sie einige Geheimnisse über ihre neuen Freunde. So hat Fikile eine heimliche Affäre mit ihrem verheirateten Schwimmtrainer Chad Morgan, während der pansexuelle Chris eine Beziehung zu Zama sowie zu dem Mitschüler Mark Tedder führt. Auch Puleng verliebt sich in KB, der jedoch auch eine enge freundschaftliche Beziehung zu Fikile unterhält. Als sich die beiden Mädchen zerstreiten, gerät er in einen Zwiespalt, da er sich nicht entscheiden möchte.
Puleng ist enttäuscht von Fikile und erzählt Wendy von der geheimen Beziehung zwischen Fikile und Chad. Wendy berichtet dies gleich der Schuldirektorin Mrs. Daniels. Währenddessen versöhnen sich Puleng und Fikile und Puleng will Wendy aufhalten, jedoch ist dies bereits zu spät, und die Info macht die Runde. So erfährt auch KB, der mittlerweile eine Beziehung mit Puleng führt, von Fikiles Affäre. Dies belastet die Freundschaft zu den anderen, da er weiterhin zu Puleng hält. Fikile und Chad trennen sich, da seine Ehefrau Riley ein Kind erwartet.
Wade, der nach wie vor Gefühle für Puleng hat, stellt weiter Nachforschungen an und findet heraus, dass Fikiles Geburtsurkunde gefälscht wurde. Außerdem kommt er dahinter, dass KBs Vater, Matla Molapo, mit dem Menschenhändlerring und der Adoptionsvermittlung Point of Grace zu tun hatte. Puleng, die währenddessen erfahren hat, dass Fikiles Mutter Nwabisa jahrelang keine Kinder bekommen konnte und über Nacht Mutter wurde, vermutet immer mehr, dass sie ihre Schwester gefunden hat. Als bei ihren Eltern eingebrochen wurde und ihr Laptop sowie ein DNA-Probenset entwendet wurden, ahnt Puleng, dass sie der Wahrheit sehr nahe ist. Außerdem wird sie von einem Fahrzeug verfolgt, welches auf Molapos Firma zurückzuführen ist. Puleng geht zur Verhandlung ihres Vaters am Gericht und muss erschreckt feststellen, dass Julius seine Frau zur Abtreibung von Phume bringen wollte, und dass er Kontakt zur Adoptionsvermittlung Point of Grace hatte. Sie ist von ihrem Vater enttäuscht, da an den Gerüchten, er hätte sein Kind verkauft, doch etwas Wahres dran ist. Fikile, die auf Grund der öffentlichen Bloßstellung alles verloren hat, sogar ihr Stipendium, erkennt, dass Puleng von Anfang an auf sie fixiert war und stellt sie deshalb zur Rede. Puleng offenbart daraufhin, dass sie ihre Schwester sei.

### Staffel 2
Mehrere Wochen sind vergangen seit Puleng Fikile die Wahrheit offenbart hat. Seitdem hatten die Mädchen keinen Kontakt mehr zueinander, da Fikile dies nicht glauben will. Am ersten Schultag muss Puleng feststellen, dass Fikile einen Antrag auf Kontaktverbot ihr gegenüber gestellt hat. Dies führt erneut zu Spannungen in der Freundes-Clique, da KB nicht versteht, warum Fikile dies getan hat. Er ahnt jedoch, dass auch seine Freundin Puleng ihm nicht die ganze Wahrheit erzählt und stellt sie deswegen zur Rede. Puleng kann KB nicht alles erzählen, da sein Vater Matla in die Vorfälle involviert ist. Am Parkhurst kommt mit Sam Nkosana ein neuer Schüler an die Schule. Er zeigt sofort Interesse an Fikile, was zu Spannungen zwischen ihm und Chris führt, der Fikile beschützen will. Sams Mutter Janet ist die neue Schulpsychologin, die mit Fikile und Puleng über die letzten Wochen reden soll.
Bei einer Unterhaltung mit ihrem Vater erfährt Fikile, dass ihre Eltern ihr kein Blut spenden können. Dies macht sie stutzig und sie beschließt, zusammen mit Puleng einen DNA-Test zu machen. Dieser fällt überraschenderweise für Puleng negativ aus. Fikile erklärt daraufhin Puleng, dass diese sich ab sofort aus ihrem Leben halten soll. Puleng jedoch glaubt, dass der DNA-Test manipuliert wurde. Ihr fällt wieder ein, dass ihr Laptop sowie das DNA-Probenset gestohlen wurden. Sie will ihren Laptop zurückholen, um so die Wahrheit aufdecken zu können.
Reece hat währenddessen mit Geldproblemen zu kämpfen, da ihre Mutter Philippa in eine psychiatrische Klinik gehört, aber das nötige Geld dafür fehlt. Auf einer Party beschließt sie, dass sie mit Drogen dealt, um so an das Geld zu kommen. Zusammen mit Pauline und Zayd verkauft sie an der Parkhurst Drogen. Sie wird dabei von Mr. Ferreira erwischt, der sie dazu überredet, an der Sache beteiligt zu werden. Jedoch macht er sich mit dem Geld aus dem Staub. Auch Chris hat private Probleme. Seine Beziehung zu Zama wie auch Mark gestaltet sich schwieriger als gedacht, da beide eifersüchtig auf den jeweils Anderen sind. Dies führt dazu, dass sie sich trennen. Aus Strafe wird Chris von Mrs. Daniels dazu verdonnert, Wendy beim Abschlussfeier-Komitee zu unterstützen. Nach anfänglichen Streitereien kommen sich die beiden näher und Chris verliebt sich in Wendy. Wade erkennt, dass er keine Chance bei Puleng hat und beginnt daraufhin eine Beziehung zu Tahira. Diese scheitert jedoch, da Tahira merkt, dass Wade nach wie vor Gefühle für Puleng hat.
Puleng sucht weiterhin nach Beweisen, dass Fikile ihre Schwester ist. Sie kommt auf die Spur des ehemaligen Ermittlers von damals, der wegen angeblicher Korruption von dem Fall Khumalo abgezogen wurde. Dieser erzählt ihr, dass Julius Geld von der Vermittlungsagentur erhalten hat und außerdem glaubte, dass er nicht der Vater von Phume sei. Außerdem gerät ihre Beziehung zu KB ins Straucheln, da sie für ihre Recherchen viel Zeit mit Wade verbringt. Dies führt dazu, dass KB sich von Puleng trennt und diese auf einer Party auch noch erfahren muss, dass er Fikile vor den Sommerferien beinahe geküsst hätte.
Janet, die über die Machenschaften der Menschenhändler Bescheid weiß, versucht alles, damit Puleng nicht die Wahrheit erfährt. Sie war es auch, die den Laptop und das DNA-Probenset aus dem Hause der Khumalos entwendet hat. Sie treibt es so weit, dass sie Puleng Drogen unterschiebt, damit man diese in eine Suchtklinik einweist. Jedoch erkennt Sam, der in der Vergangenheit drogenabhängig war, rechtzeitig die Wahrheit und überredet seine Mutter, sich der Polizei zu stellen. Als Janet jedoch angegriffen wird, müssen sie und Sam auf Anraten der Polizei in ein Zeugenschutzprogramm. Dies fällt Sam besonders schwer, da er gerade dabei ist, eine Beziehung zu Fikile aufzubauen und sich auch in sie verliebt hat.
Fikile bekommt bei einem Familienbesuch mit ihrer Oma ein seltsames Gesprächen zwischen dieser und ihrer Mutter mit. Daraufhin durchsucht sie das Zimmer ihrer Mutter und entdeckt Nachrichten zwischen Nwabisa und Matla, in denen steht, dass diese den ersten DNA-Test gefälscht haben. Zusammen mit Puleng suchen sie die Person auf, die den Test durchgeführt hat. Sie erhalten das wahre Ergebnis und erkennen, dass sie Schwestern sind. Fikile stellt daraufhin ihre Mutter zur Rede, die die Adoption gesteht. Außer Matla wusste niemand, nicht einmal ihr Ehemann Brian, von der Adoption. Nwabisa wird von der mittlerweile informierten Polizei verhaftet.
Puleng und Wade haben sich aufgrund der gemeinsamen Recherchen angenähert und sind ein Paar geworden. KB will sich für sein Verhalten bei Puleng entschuldigen und entdeckt ein Bild seiner Mutter Lisbeth, die Jahre zuvor abgehauen ist. Die beiden kommen dahinter, dass Lisbeth damals Phume entführt hat und anschließend das Land verlassen musste. Bei der Abschlussfeier kommen sich Puleng und KB wieder näher und werden dabei von Fikile gesehen. Diese erfährt dort, dass ihre Mutter verschwunden ist. Wie sich herausstellt, wurde Nwabisa von Lisbeth entführt, die jetzt die ganze Angelegenheit persönlich regeln will.

### Staffel 3
Ein neues Semester beginnt am Parkhurst. Chris muss die elfte Klasse wiederholen, während Reece Sozialstunden abhalten muss. Siya hat ebenfalls eine Zusage am Parkhurst bekommen, und die Familie erhält Besuch von ihrem Cousin Lunga. Chris ist mit Wendy in einer Beziehung, bis diese ein Auslandssemester in Spanien beginnt. Zunächst führen sie eine Fernbeziehung, aber als sich Wendys Aufenthalt in Spanien verlängert, kommt Chris Lunga näher. Die beiden fühlen sich zueinander hingezogen und küssen sich. Als Wendy jedoch zurückkehrt, ist sich Chris nicht sicher, wen er liebt.
Fikile versucht, die Familie Khumalo und vor allem ihre Mutter Thandeka besser kennen zu lernen. Ihr fällt es jedoch schwer, Vertrauen zu Thandeka aufzubauen, da diese ihr nicht die Identität ihres Vaters offenbaren will. Als Fikile den Namen ihres Vaters, Anthony Gabisa, herausfindet, will sie ihn kennen lernen, aber traut sich doch noch nicht, sich ihm zu offenbaren. Tut dies jedoch später doch. Sie leidet auch unter der Trennung von Sam, der zusammen mit seiner Mutter Janet im Zeugenschutzprogramm ist, da diese über Point of Grace ausgesagt hat. Jedoch wird das Versteck verraten, und die beiden sind unauffindbar. Auch ihre „Mutter“ Nwabisa ist nach wie vor verschwunden und alle – bis auf Fikile – glauben, dass sie ihr Verschwinden vorgetäuscht hat. Im Laufe der Serie erfährt sie, dass Nwabisa anscheinend tot ist.
Puleng ist zwischen Wade und KB hin- und hergerissen. Sie versucht, mit Wade eine Beziehung zu führen, gesteht ihm jedoch, dass sie KB auf dem Winterball geküsst hat. Er verzeiht ihr, trennt sich jedoch am Ende von ihr. KB ist seinem Vater misstrauisch. Als auch noch seine Mutter Lisbeth wieder auftaucht, kann er dem neuen Familiefrieden nicht trauen. Er möchte seinen Eltern trauen, zweifelt jedoch immer wieder an ihnen und ist zwischen Familie und seinen Freunden hin- und hergerissen. Auch die Schulleiterin Mrs. Daniels hat mit einigen Herausforderungen zu kämpfen. Sie muss Tahira, die Nachfolgerin von Wendy als Schulsprecherin, aufgrund eines Videos suspendieren und sich mit Mobbing an Siya auseinandersetzen. Dies freut Harold Grootboom, da er alles versucht, Mrs. Daniels abzusetzen. Er spannt auch Tahira ein, die Reece nachspionieren und herausfinden soll, was mit dem Geld vom Schulball und den Drogen geschah. Dabei kommt sie auch einem mysteriöseren Person namens Sidekid auf die Spur, die sich als Pauline entpuppt.
Puleng und Fikile wollen mehr über Point of Grace erfahren; Über Julius kommen sie einem Hintermann näher, der nun eine Model-Agentur führt. Dort bewirbt sich Puleng unter falschem Namen, wird jedoch nach dem Vorstellungsgespräch nicht genommen. Nachdem Puleng und Julius einen schweren Autounfall hatten, bei dem ihr Vater ums Leben kommt, ist sich diese sicher, dass Lisbeth dahinter steckt. Sie stellt Nachforschungen an und wird dabei entführt. Sie kommt dahinter, dass die Model-Agentur in Wahrheit ein Menschenhändlerring ist, der von Lisbeth geleitet wird. In Gefangenschaft trifft sie auf Janet wieder, und zusammen versuchen sie zu flüchten, was ihnen jedoch misslingt. Ihre Freunde, darunter Wade und Fikile, machen sich auf die Suche nach ihr und versuchen, KB vom Verdacht seiner Eltern zu überzeugen. Dieser muss feststellen, dass seine Mutter hinter Pulengs Entführung steckt. Bei einer Auseinandersetzung im Hause der Molapos, bei der auch Fikile und Chris anwesend sind, kommt es zu einem blutigen Showdown: Lisbeth schießt Fikile an, während ein Handlanger Matla erschießt. Mit letzter Kraft offenbart Matla seinem Sohn, dass Puleng auf einem Schiff gefangen gehalten wird, und sie kann gerettet werden. Auch der Detective Vaans ist in die Sache verwickelt. In diesem Zug können Janet und Sam befreit werden. Fikile schwebt in Lebensgefahr, aber durch eine Leberspende von ihrem Vater kann sie gerettet werden. Obwohl Lisbeth gefasst wurde, agiert Point of Grace unter dem neuen Namen New Horizont  weiter.

### Staffel 4
Einige Monate nach der Entführung von Puleng werden Lisbeth und Matla wegen Menschenhandel verurteilt. Puleng und Sam leidet immer noch unter den Ereignissen der Gefangenschaft. Während ein neues Semester an der Parkhurst beginnt, wird Puleng von einem Stalker terrorisiert. Dies führt dazu, dass sie abstürzt und auf einer Party mit Iván Carvalho, einem Austausschüler aus Spanien, schläft. Dabei werden die beiden gefilmt, und Puleng wird mit dem Sex-Video erpresst. Sie offenbart sich Fikile und Wade. Sie vermuten, dass Lisbeth aus dem Gefängnis heraus Puleng terrorisiert. Später erhält auch Fikile Nachrichten. Der Stalker verlangt von Puleng, nach Gregory Dickson zu suchen. Sie ahnt zunächst nicht, dass Fikile mehr über Gregory weiß und eine gemeinsame Vergangenheit mit diesem hat. Um sich Zeit zu erspielen, veröffentlicht Fikile das Sex-Video von Puleng und Iván, der mittlerweile nach Spanien zurückgekehrt ist, auf der Schul-Homepage.
Fikile beginnt wieder im Schwimmteam, muss jedoch feststellen, dass sie mit Asanda Makeba eine starke Gegnerin hat. Außerdem merkt sie, dass Sam seit der Gefangenschaft anders ist. Aber dieser offenbart sich ihr nicht, was zu Spannungen in der Beziehung führt. Letzten Endes kann sich Sam ihr öffnen. Asanda wiederum interessiert sich für Wade und beginnt ihn zu daten, sehr zum Missfallen ihrer Mutter, die in Wade eine Ablenkung für die Karriere ihrer Tochter sieht.
Wendy und Tahira müssen um ihre guten Noten kämpfen. Tahira kommt Paulina und ihren Freunden auf die Spur, dass diese ihre Noten erkaufen bzw. stehlen, und schließt sich diesen an, um ihr Stipendium zu erhalten. Reece hat einen Schulverweis erhalten und die Stadt verlassen. Chris hat sich für Wendy entschieden und Lunga verleumdet. Dies führt immer wieder zwischen den beiden zu Sticheleien. Lunga freundet sich mit Wendy an, was Chris ein Dorn im Auge ist, da er befürchtet, dass Lunga Wendy die Wahrheit über die beiden erzählt. Wendy erfährt eines Abends von dem Kuss und macht mit Chris Schluss. Siya hat damit zu kämpfen, dass Anthony Gabisa immer mehr Zeit bei der Familie Khumalo verbringt, und versucht, mit Thandeka wieder eine Beziehung aufzubauen. Er akzeptiert ihn nicht als „neuen“ Vater und stichelt gegen ihn. Mit der Zeit arrangiert er sich mit ihm.
KB ist bei Chris eingezogen und versucht, seine Musikkarriere voranzutreiben. Er hat mit seinen Eltern gebrochen und will keinen Kontakt mehr zu diesen halten. Mit einem gestohlenen Beat wird KB bekannt, jedoch wird er und Chris, der sein Manager wird, vom Urheber der Melodie, Raff, erpresst. Um an Geld zu kommen, schließen sich die beiden ebenfalls dem Klau der Klausuren um Paulina und Tahira an. Jedoch wollen sie nicht bessere Noten, sondern die Klausuren gegen Geld verkaufen. Wendy bekommt Wind davon und möchte die Gruppe auffliegen lassen. Damit Raff sein Geld erhält, kidnappt er KB und Chris. Mit Wendys Hilfe können sie sich mit Raff einigen. 
Puleng beginnt gegen den Willen von Fikile mit Nachforschungen zu Gregory Dickson. Sie findet heraus, dass dieser ein ehemaliger Schüler an der Parkhurst war und seit einem mysteriösen Schwimmunfall verschwunden ist. Fikile wird ebenfalls von dem Stalker mit Nachrichten bombardiert, der sie sogar entführt. Er entpuppt sich als Damian, der Junge, der beinah ums Leben kam. Dieser will sich an Fikile und Gregory rächen. Drei Jahre zuvor wurde Damien von Gregory und seinen Freunden gemobbt. Fikile war damals neu im Schwimmteam und musste im Auftrag von Gregory Damien in die Schwimmhalle locken. Dort tauchte dieser Damien unter Wasser, bis dieser sein Bewusstsein verlor und einen Schlaganfall erlitt. Gregory und Fikile logen, und Damien wurde wegen Trunkenheit im Schwimmbad von der Schule geworfen. Zur selben Zeit versucht Puleng zusammen mit Sam, Wade und Asanda Gregory zu überzeugen, sich zu stellen. Dieser willigt jedoch nicht ein und wird kurzerhand von dem Quartett entführt. Puleng und Gregory schleichen sich zu Damien, der alle drei als Geiseln nimmt. Als die Polizei auftaucht, eskaliert die Situation, und es kommt zu einer Schießerei. Am Ende wird Damien verhaftet, und Fikile und Gregory müssen sich der Polizei stellen. Fikile kann einer Anklage abwenden.
Das Schuljahr neigt sich dem Ende zu, und alle können ihren Abschluss machen. Nur Chris wurde wegen des Diebstahls der Klausuren suspendiert. Wendy erhält ein Stipendium in Spanien und nimmt Tahira mit. Ihre Beziehung zu Chris beendet sie aufgrund der ganzen Lügen. KB konzentriert sich auf seine Musikkarriere. Puleng und Fikile versöhnen sich, und erstere beginnt in Johannesburg ein neues Leben. Dort versucht sie, ihre romantische Beziehung zu KB neu aufzuflammen.

## Produktion
Im Februar 2019 wurde nach Queen Sono eine zweite südafrikanische Netflix Original Serie bestellt. Die Jugend-Drama-Serie wird von Gambit Films produziert, während Nosipho Dumisa die Regie übernimmt und Daryne Joshua sowie Travis Taute für das Drehbuch verantwortlich sind. Im Juni 2019 wurden mit Ama Qamata, Khosi Ngema, Gail Mabalane, Thabang Molaba, Dillon Windvogel und Arno Greeff die zentralen Hauptrollen besetzt. Die Dreharbeiten begannen im selben Monat in Kapstadt. Als Kulisse des Parkhurst College diente die Universität Kapstadt. Weitere Locations waren das Cape Town City Hall, die Sea Point Promenade, Durbanville und Llandudno.
Im Juni 2020 wurde die Serie um eine zweite Staffel verlängert. Mit Leroy Panashe Siyafa, Katishcka Chanderlal, und Alzavia Abrahams wurden neue Hauptdarsteller verpflichtet. Diese wurde zwischen November 2020 und März 2021 erneut in Kapstadt gedreht.
Im April 2022 wurde bekannt, dass die Dreharbeiten für die dritte Staffel in Kapstadt bereits begonnen haben.
Eine vierte Staffel wurde für das 1. Quartal 2024 angekündigt. In dieser wird André Lamoglia aus Élite für eine Gastrolle in der Serie auftauchen.

## Besetzung und Synchronisation
Die deutsche Synchronisation wird von der Synchronfirma Christa Kistner Synchronproduktion GmbH in Berlin erstellt. Verantwortlich für die Dialogregie sind Sarah Riedel und Susanne Schwab sowie für das Dialogbuch sind Sarah Riedel (Staffel 1), Nicolás Artajo (Staffel 2) und Martin Cichy (Staffel 3).
| Rolle                          | Schauspieler         | Hauptrolle      | Synchronsprecher                                         |
| ------------------------------ | -------------------- | --------------- | -------------------------------------------------------- |
| Puleng Khumalo                 | Ama Qamata           | 1.01–           | Victoria Frenz (Staffel 1) Lina Rabea Mohr (Staffel 2)   |
| Fikile Bhele geb. Pume Khumalo | Khosi Ngema          | 1.01–           | Maximiliane Häcke (Staffel 1–2) Ronja Peters (Staffel 3) |
| Thandeka Khumalo               | Gail Mabalane        | 1.01–           | Aline Staskowiak                                         |
| Karabo „KB“ Molapo             | Thabang Molaba       | 1.01–           | Julius Jellinek                                          |
| Wade Daniels                   | Dillon Windvogel     | 1.01–           | Sebastian Fitzner                                        |
| Chris Ackerman                 | Arno Greeff          | 1.01–           | Philip Süß                                               |
| Chad Morgan                    | Ryle de Morny        | 1.01–1.06       |                                                          |
| Reece van Rensburg             | Greteli Fincham      | 1.01–4.01, 4.06 | Laura Elßel                                              |
| Julius Khumalo                 | Getmore Sithole      | 1.01–3.06       | Oliver Siebeck                                           |
| Siyabonga „Siya“ Khumalo       | Odwa Gwanya          | 1.01–           |                                                          |
| Zama Bolton                    | Cindy Mahlangu       | 1.01–3.06       | Lisa May-Mitsching                                       |
| Wendy Dlamini                  | Natasha Thahane      | 1.02–           | Luisa Wietzorek                                          |
| Tahira Khan                    | Mekaila Mathys       | 1.02–           | Friedel Morgenstern                                      |
| Matla Molapo                   | Sello Maake Ka-Ncube | 1.02–4.01       | Robert Glatzeder                                         |
| Mark Tedder                    | Duane Wiliams        | 1.02–2.07       |                                                          |
| Nicole Daniels                 | Sandi Schultz        | 1.03–3.06, 4.04 |                                                          |
| Riley Morgan                   | Shamilla Miller      | 1.03–1.06, 3.01 |                                                          |
| Nwabisa Bhele                  | Xolile Tshabalala    | 1.04–2.07, 3.08 |                                                          |
| Brian Bhele                    | Patrick Mofokeng     | 1.04–3.08       |                                                          |
| Sam Nkosana                    | Leroy Siyafa         | 2.01–           |                                                          |
| Janet Nkosana                  | Zikhona Sodlaka      | 2.01–3.06       |                                                          |
| Philippa van Rensburg          | Inge Beckmann        | 2.01–3.06       |                                                          |
| Pauline                        | Katishcka Kiara      | 2.02–           |                                                          |
| Zayd                           | Alzavia Abrahams     | 2.02–           |                                                          |
| Mr. Ferreira                   | Ivan Botha           | 2.03–2.05       |                                                          |
| Lisbeth Molapo                 | Sonia Mbele          | 2.07–4.01       |                                                          |
| Lunga                          | Mpho Sibeko          | 3.01–           |                                                          |
| Iván Carvalho                  | André Lamoglia       | 4.01–4.03       |                                                          |

## Episodenliste

### Staffel 1
| Nr. (ges.)                                                       | Nr. (St.) | Deutscher Titel           | Originaltitel     | Regie          | Drehbuch       |
| ---------------------------------------------------------------- | --------- | ------------------------- | ----------------- | -------------- | -------------- |
| 1                                                                | 1         | Fiksiert                  | Fiksation         | Nosipho Dumisa | Daryne Joshua  |
| 2                                                                | 2         | Das Interview             | The Interview     | Nosipho Dumisa | Travis Taute   |
| 3                                                                | 3         | Propaganda                | Propaganda        | Travis Taute   | Nosipho Dumisa |
| 4                                                                | 4         | Vergeltung ist eine B*tch | Payback's a Bitch | Daryne Joshua  | Travis Taute   |
| 5                                                                | 5         | Beste Feindinnen          | Frenemy No. 1     | Daryne Joshua  | Daryne Joshua  |
| 6                                                                | 6         | Paranoid                  | Trippin           | Nosipho Dumisa | Daryne Joshua  |
| Am 20. Mai 2020 wurden alle Episoden auf Netflix veröffentlicht. |           |                           |                   |                |                |

### Staffel 2
| Nr. (ges.)                                                             | Nr. (St.) | Deutscher Titel          | Originaltitel        | Regie                    | Drehbuch                 |
| ---------------------------------------------------------------------- | --------- | ------------------------ | -------------------- | ------------------------ | ------------------------ |
| 7                                                                      | 1         | Das Neue-Schüler-Syndrom | New Kid Syndrome     | Nosipho Dumisa-Ngoasheng | Nosipho Dumisa-Ngoasheng |
| 8                                                                      | 2         | SOS                      | Mayday               | Thati Pele               | Nosipho Dumisa-Ngoasheng |
| 9                                                                      | 3         | Die Quelle               | The Source           | Thati Pele               | Daryne Joshua            |
| 10                                                                     | 4         | Spiyoyo                  | Spiyoyo              | Daryne Joshua            | Mmabatho Montsho         |
| 11                                                                     | 5         | Puleng gegen die Welt    | Puleng vs. The World | Daryne Joshua            | Nelisa Ngcobo            |
| 12                                                                     | 6         | Dunkle Zeiten            | Dark Times           | Nosipho Dumisa-Ngoasheng | Chinaka Iwunze           |
| 13                                                                     | 7         | Familienangelegenheiten  | Family Matters       | Travis Taute             | Daryne Joshua            |
| Am 24. September 2021 wurden alle Episoden auf Netflix veröffentlicht. |           |                          |                      |                          |                          |

### Staffel 3
| Nr. (ges.)                                                            | Nr. (St.) | Deutscher Titel                   | Originaltitel         | Regie                    | Drehbuch                      |
| --------------------------------------------------------------------- | --------- | --------------------------------- | --------------------- | ------------------------ | ----------------------------- |
| 14                                                                    | 1         | Neuorientierung                   | Re-Orientation        | Travis Taute             | Chinaka Iwunze                |
| 15                                                                    | 2         | Die Bewerberin                    | The Recruit           | Travis Taute             | Chinaka Iwunze                |
| 16                                                                    | 3         | Der blinde Fleck                  | Blind Spot            | Mmabatho Montsho         | Nelisa Ngcobo                 |
| 17                                                                    | 4         | Aus dem Schatten                  | Out of the Shadows    | Thati Pele               | Chinaka Iwunze                |
| 18                                                                    | 5         | Mayfair                           | Mayfair               | Thati Pele               | Nelisa Ngcobo                 |
| 19                                                                    | 6         | Eine Geschichte zweier Schwestern | A Tale of Two Sisters | Nosipho Dumisa-Ngoasheng | Thati Pele & Mmabatho Montsho |
| Am 25. November 2022 wurden alle Episoden auf Netflix veröffentlicht. |           |                                   |                       |                          |                               |

### Staffel 4
| Nr. (ges.)                                                       | Nr. (St.) | Deutscher Titel       | Originaltitel                | Regie                          | Drehbuch        |
| ---------------------------------------------------------------- | --------- | --------------------- | ---------------------------- | ------------------------------ | --------------- |
| 20                                                               | 1         | Was verborgen ist     | Beware of Things Buried      | Keitumetse Qhali "Director Ki" | Chinaka Iwunze  |
| 21                                                               | 2         | Ticktack, B*tch       | Tick Tock B****              | Nosipho Dumisa                 | Tristram Atkins |
| 22                                                               | 3         | Falsche Entscheidung  | Bad Decisions                | Zenn van Zyl                   | Meesha Aboo     |
| 23                                                               | 4         | Verhalt dich normal   | Just Act Normal              | Nozipho Nkelemba               | Tristram Atkins |
| 24                                                               | 5         | Es ist leider zu spät | Too Little, Too Late         | Zenn van Zyl                   | Meesha Aboo     |
| 25                                                               | 6         | Was auch kommen mag   | Proceed With No Expectations | Keitumetse Qhali "Director Ki" | Chinaka Iwunze  |
| Am 1. März 2024 wurden alle Episoden auf Netflix veröffentlicht. |           |                       |                              |                                |                 |